# Rh 202

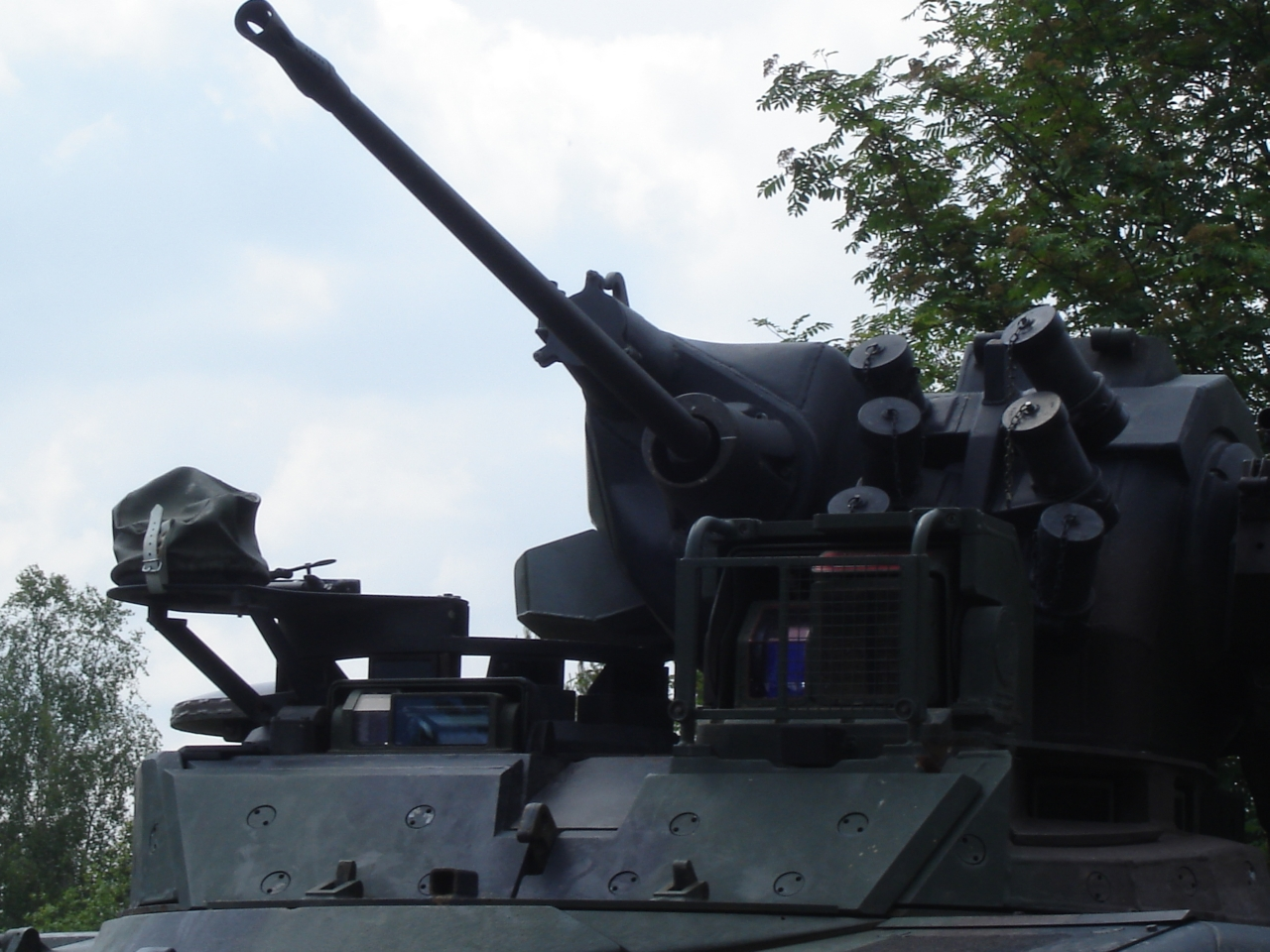
Rh 202 am SPz Marder

Die MK 20 Rh 202, kurz für MaschinenKanone 20 mm Rheinmetall, ist eine einläufige Maschinenkanone im Kaliber 20 mm. Entwickelt in den späten 1960er-Jahren vom deutschen Rüstungsunternehmen Rheinmetall, wurden die letzten Modelle im Jahr 1976 produziert.

## Entwicklung

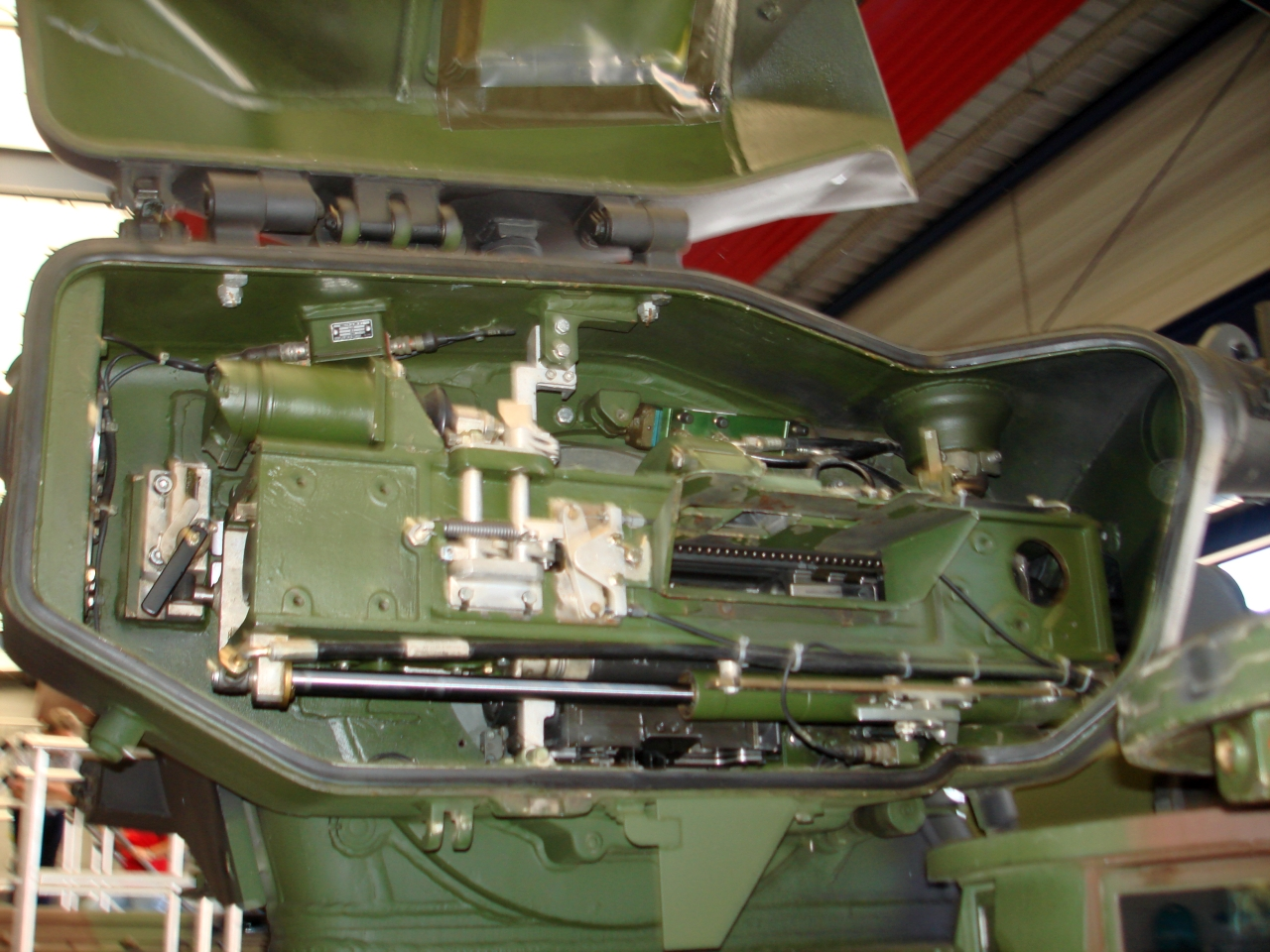
Lafette des Marder 1A3. Die Rh202 sitzt in der Waffenwiege. Der DGZ ist eingeschränkt hinter dem unteren Stoßdämpfer zu sehen.

Das Bundesministerium der Verteidigung (BMVg), vertreten durch das Bundesamt für Wehrtechnik und Beschaffung (BWB), beauftragte Anfang 1961 die deutsche Rüstungsindustrie mit der Neuentwicklung einer 20-mm-Maschinenkanone. Rheinmetall konnte sich mit seinem Entwurf gegenüber Mauser durchsetzen und war damit Gewinner des Auftrages. Dieser umfasste eine Gesamtlieferung von 6630 Stück.

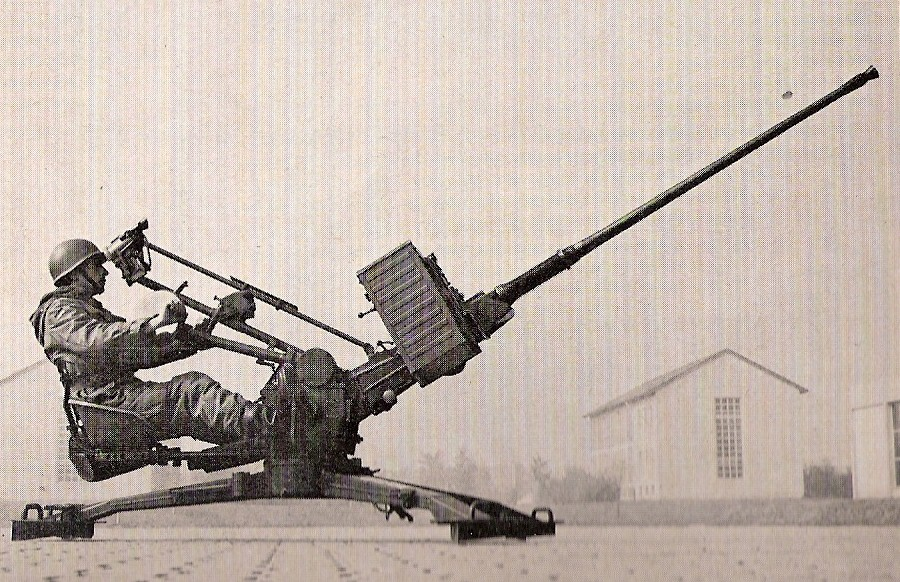
Hispano-Suiza 820 L/85, von Rheinmetall in Lizenz gefertigt, Bundeswehrbezeichnung MK 20-1

Als Basis der neuen Kanone diente die Hispano-Suiza 820 L/85, die von Rheinmetall in Lizenz gefertigt und in der Bundeswehr mit der Bezeichnung MK 20-1 im HS 30 und Schützenpanzer 11-2 eingesetzt wurde. Die Weiterentwicklung Rh 202 von Rheinmetall erfüllte die Forderungen nach einer wirksamen Bekämpfung von Tieffliegern, Hubschraubern, Weichzielen bis 2000 m, Hartzielen bis 1500 m sowie einer sicheren Handhabung und Funktion ebenso wie einer kurzen Ausbildungszeit für die Bediener.

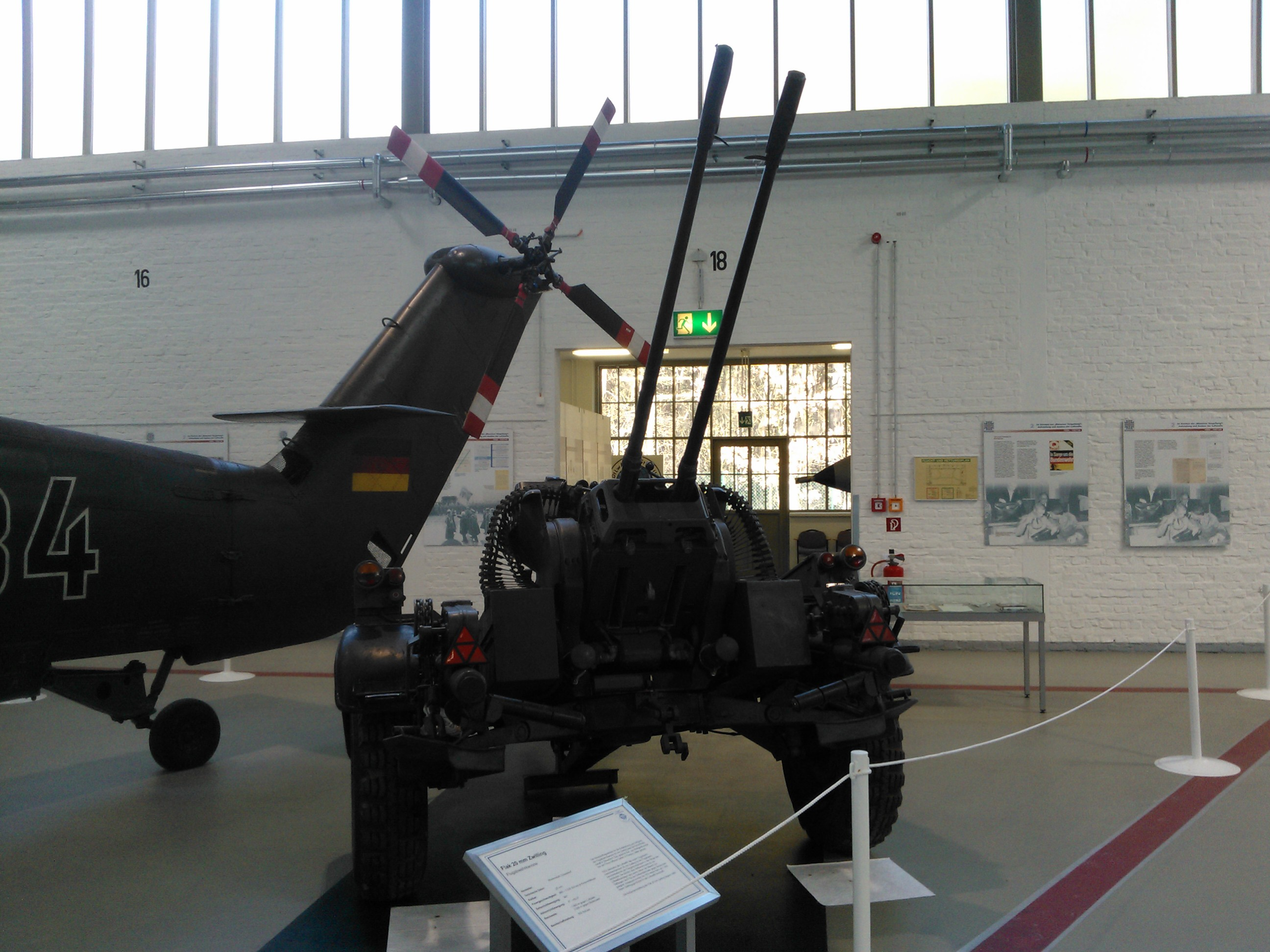
Rheinmetall Flak 20 mm Zwilling

Nach mehreren Entwicklungsstufen, bei denen unter anderem verschiedene Verschlusssysteme getestet wurden, begannen 1966 an der damaligen Erprobungsstelle 91 Meppen die Versuchsreihen. Innerhalb der Versuche wurde die Funktionssicherheit der Waffe bei Sand, Staub-, Regen-, Kälte- und Wärmeeinwirkung erprobt. In den Tests enthalten waren ebenfalls Funktionstests der Waffe ohne Schmiermittel, der Standfestigkeit der Schmiermittel selbst sowie Untersuchungen der Rückstoßkräfte, der Rohrlebensdauer und des Verhaltens der Waffe bei Funktionsstörungen.
Von 1968 bis 1969 lief die Truppenerprobung, während der über eine Million Schuss – darunter die neu entwickelte Treibspiegelmunition APDS – unter wechselnden Bedingungen abgegeben wurden. Die technische Abnahme erfolgte im Mai 1969 und führte 1970 zur Serienfertigung. Produziert wurde bei Rheinmetall in Düsseldorf und in der zweiten Fertigungsstätte bei Mauser in Oberndorf.
Die Auslieferung der Zwillingsflak begann am 12. Oktober 1972.

## Aufbau

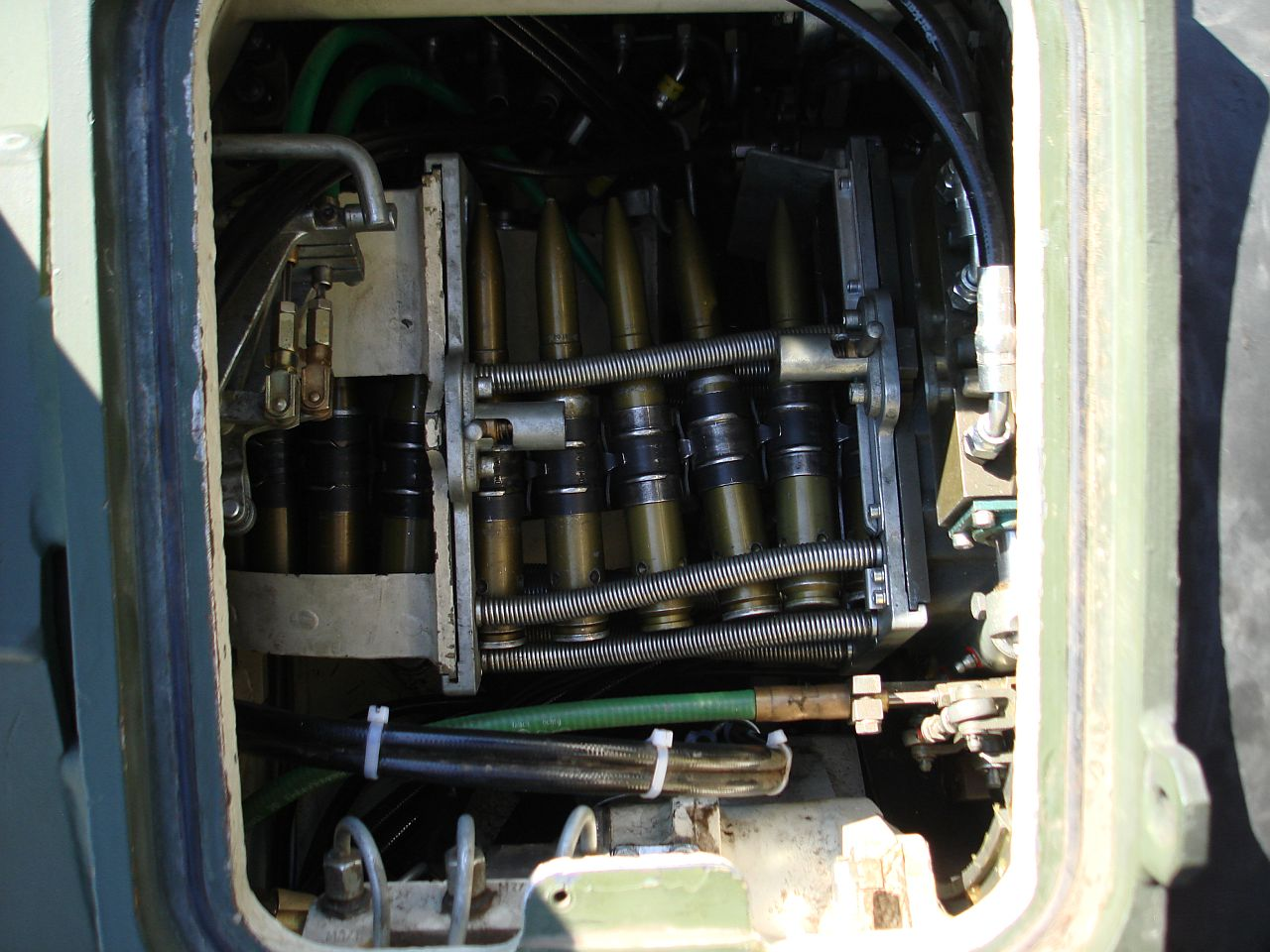
Blick auf den Gurtkanal durch den oberen Wartungszugang am Turm im Marder 1A3. Der Doppelgurtzuführer (nicht direkt sichtbar) befindet sich rechts vom Gurt in der Waffenwiege. Geladen sind Exerzierpatronen.

Die Rh 202 ist ein kombinierter Gasdrucklader und Rückstoßlader mit starr verriegeltem Stützklappenverschluss mit schwerem Verschlusskopf. Die Hauptbaugruppen sind das Rohr, Waffengehäuse, Schließvorrichtung, Federschieber, Verschluss, Abzugvorrichtung, Puffer, Gurtzuführer, Rücklaufbrems- und Vorholvorrichtungen sowie Patronenausstoßer. Die Munition wird der Waffe mittels Doppelgurtzuführer (DGZ) zugeführt. Somit können ohne erneutes Laden zwei verschiedene Munitionsarten ausgewählt werden. Die Variante als Feldkanone FK 20-2 verfügte abweichend über einen Drei-Wege-Gurtzuführer (DWGZ).
Die Rh 202 hat einen zuschießenden Verschluss, das heißt, im geladenen Zustand sind die Schließfedern gespannt und der Verschluss wird in seiner hintersten Stellung vom Verschlussfanghebel gehalten. Der Gasdruck wird bei der Schussabgabe zum Entriegeln und Rücklauf des Verschlusses, zum Ausziehen und Auswerfen der Hülse sowie der Gurtglieder und zum Spannen der Schließfedern genutzt.
Der Munitionstransport erfolgt ebenfalls mit Hilfe des Gasdruckes und ist daher von Waffe und Verschlusssystem unabhängig. Die Lagerung des Gurtzuführers in der Lafettenwiege vermeidet den Einfluss seitlicher Gurtzuführkräfte auf die Waffe.
Darüber hinaus verfügt die Waffe über eine Rücklaufbrems- und Vorholvorrichtung (RBVV). Der Rückstoß wird durch den starken Federmechanismus und die Mündungsbremse auf 550 bis 750 kg begrenzt.

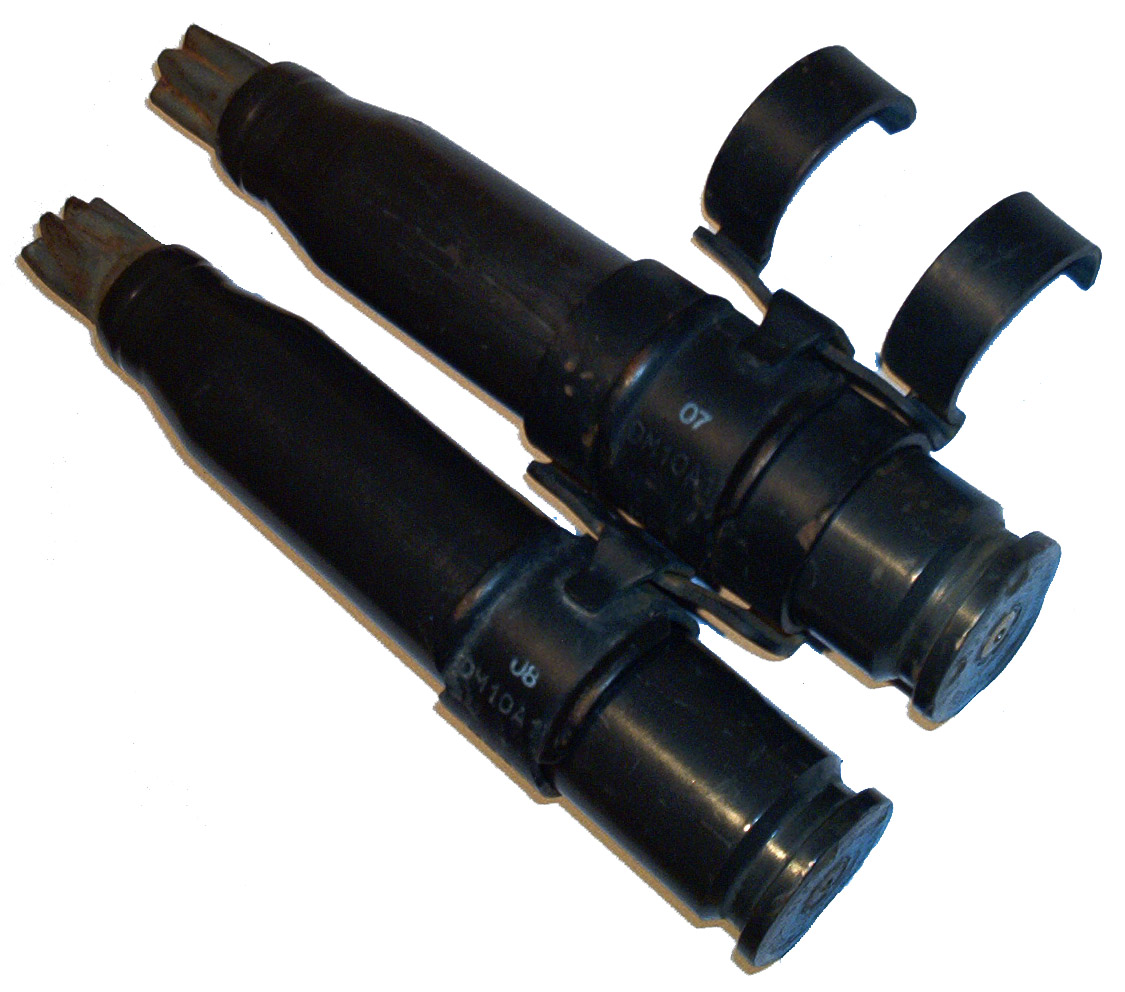
20-mm-Manövermunition AT12 für die Rh 202

Als Munition kann die ganze Bandbreite verfügbarer Munition im NATO-Standard-Kaliber 20 × 139 mm verschossen werden. Die Standardmunition in der Bundeswehr sind Sprengbrand (HEI), Panzerbrechend mit Leuchtspur (AP-T), Treibspiegelmunition (APDS), lichtblaue Übungsgeschosse mit verkürzter Reichweite und Manövermunition. Die Durchschlagsleistung der APDS-Munition liegt bei 44 mm auf 1000 m.
Die Waffe wurde so konstruiert, dass ein Zerlegen zur Reinigung oder Wartung ohne Werkzeug erfolgen kann.

## Einsatz
In der Bundeswehr ist die Rh 202 als Bordkanone im Schützenpanzer Marder der Panzergrenadiere und auf dem Waffenträger Wiesel in den schweren Jägerkompanien im Einsatz. Diese wurde davor mit einem Einachs-Sonderanhänger und nachfolgend auf dem Kraka beweglich gemacht. Die Rh 202 diente auch als BMK im Spähpanzer Luchs bis zur Ausmusterung Anfang 2009.
Bei der Luftwaffe diente die Rh 202 von 1972 bis 1992 als Zwillingsluftabwehrgeschütz LAAG für den aktiven Flugplatz- und Objektschutz. Die Jägertruppe, die Pioniere, die Artillerie, die Heeresfliegertruppe sowie Nachschub- und Instandsetzungstruppen setzten die Rh 202 als FK 20-2 auf Feldlafette auch sowohl für den Bodenkampf, als auch zur Fliegerabwehr ein. In der Truppenerprobung wurde die Feldkanone auch auf der Ladefläche eines Unimog verlastet.
Die Marine verwendete die Maschinenkanone zur Selbstverteidigung auf ihren Mehrzwecklandungsbooten, Tendern und Fregatten und landgestützt im Objektschutz. Die S-20-Marinelafette wurde ab 2008 in ihrer Verwendung durch das MLG 27 von Rheinmetall ersetzt. Im Projekt Kampfpanzer 70 war sie als Sekundärbewaffnung zur Flugabwehr geplant.
Des Weiteren ist sie in den Schützenpanzern TH Condor, FIAT/OTO-Breda 6616 und VCTP, einem argentinischen Schützenpanzer auf der Basis des Marder, eingebaut.

## Technische Daten
- Typ: einläufige Maschinenkanone

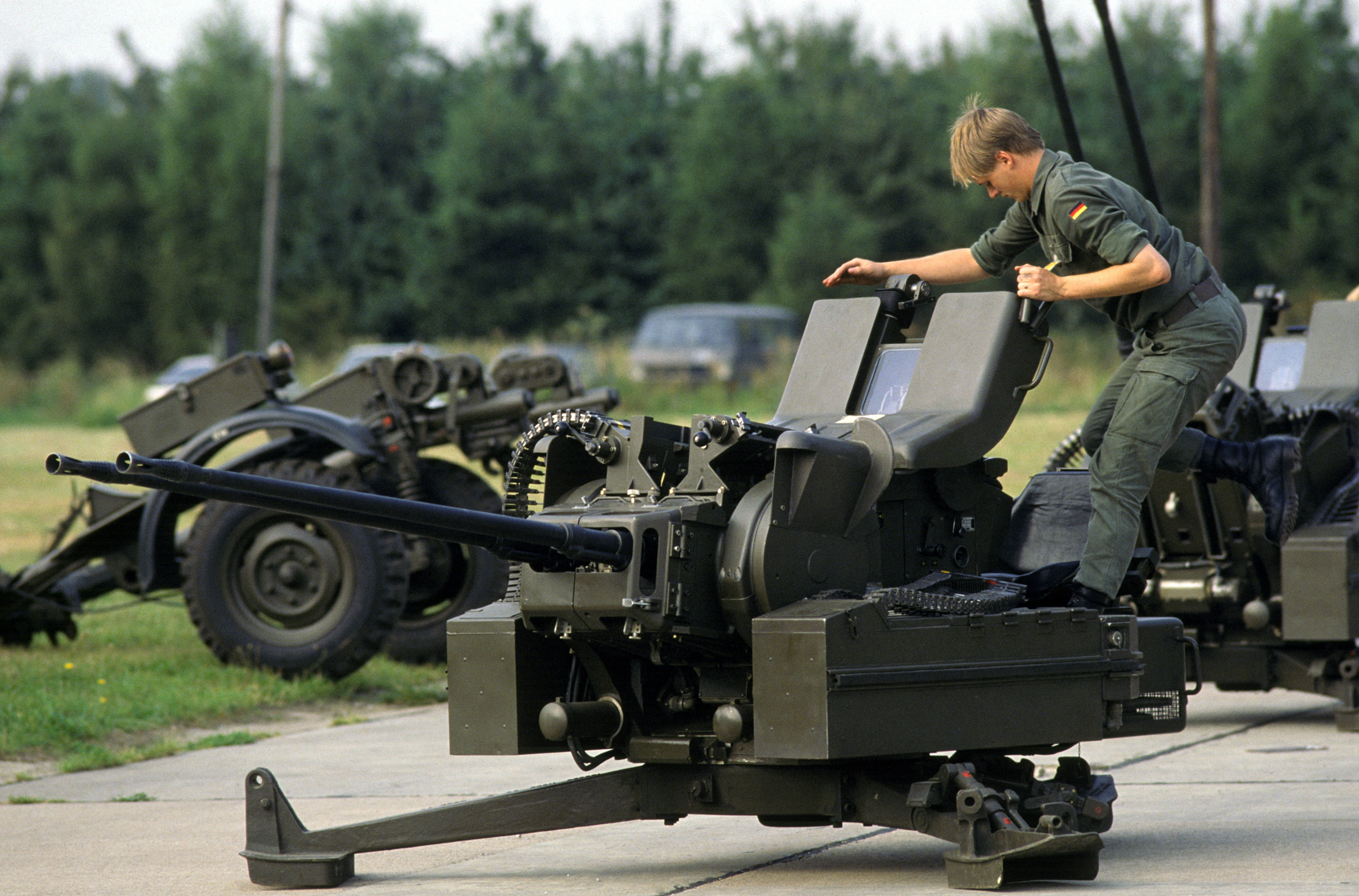
Luftwaffen-Flak 20 mm Zwilling 1095

- Funktion: kombinierter Gasdrucklader und Rückstoßlader
- Kaliber: 20 × 139 mm
- Kadenz: 880–1030 Schuss pro Minute
- Effektive Reichweite: 2000 m
- Gefahrenreichweite: 7000 m
- Mündungsgeschwindigkeit: 1050 bis 1150 m/s
- Gewicht (Munitions-Einzelzuführung): 75 kg
- Gewicht (Munitions-Doppelzuführung): 83 kg
- Gesamtlänge: 2612 mm
- Rohrlänge: 2002 mm
- Geschossgewicht: 134 g
- Rückstoßkraft: 550–750 kg

Die in der Bundeswehr verwendeten Munitionstypen sind aus der Liste von Bundeswehrmunition ersichtlich.